# أسامة إسماعيل
أسامة إسماعيل حكم كرة قدم مصري، يشارك حاليًا في الدوري المصري الممتاز.